# Eburodacrys pilicornis
Eburodacrys pilicornis là một loài bọ cánh cứng trong họ Cerambycidae.